# 城山神社 (坂出市)

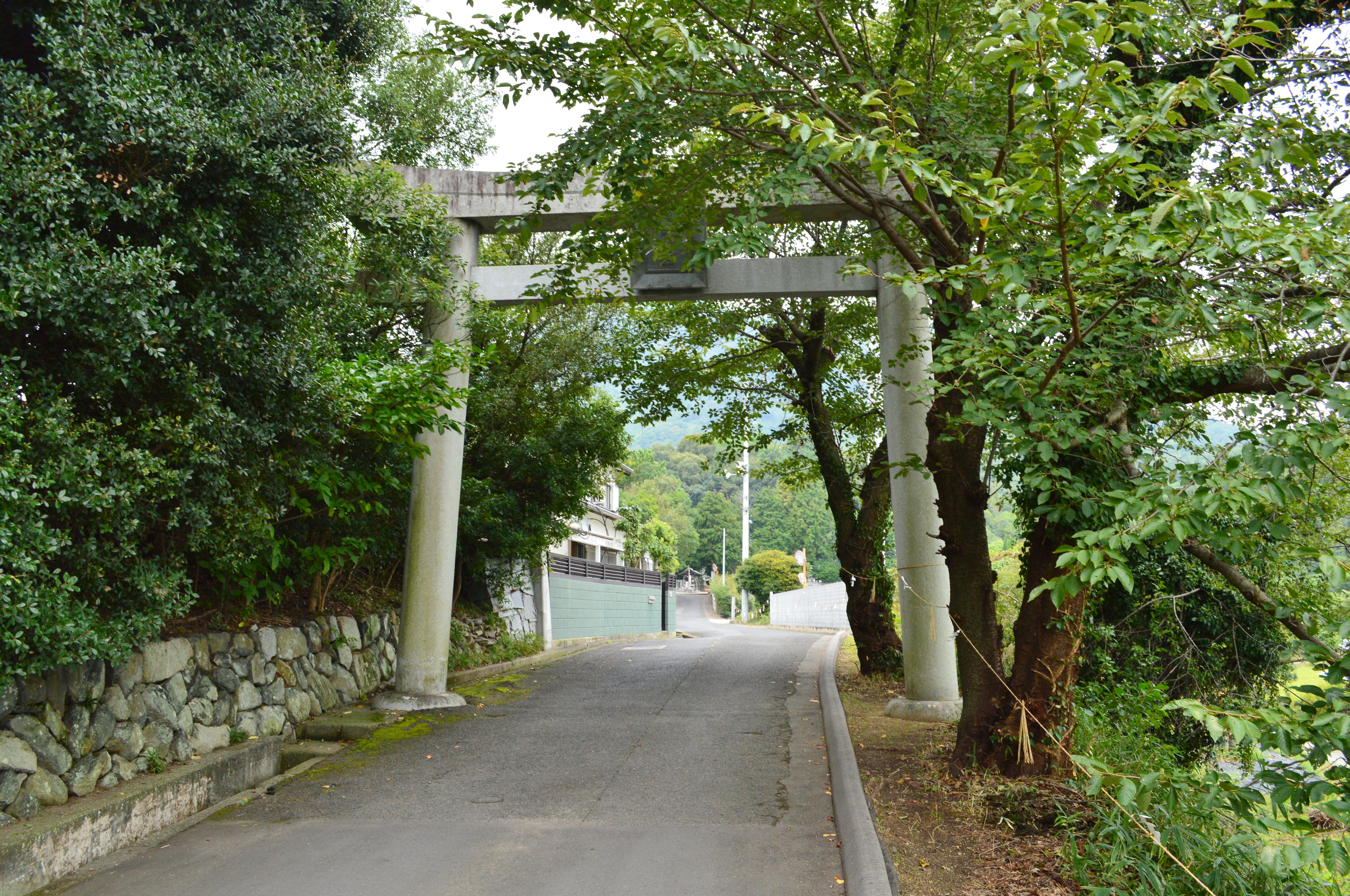
鳥居

城山神社（きやまじんじゃ）は、香川県坂出市府中町にある神社。式内社（名神大社）で、旧社格は県社。

## 祭神
祭神は次の3柱。
主祭神
- 神櫛別命（かみくしわけのみこと）

文献によっては「神櫛王（かみくしのみこ）」とも表記される。第12代景行天皇の皇子で、讃岐国造の祖。
合祀神
- 天照大神
- 天御中主神

## 歴史

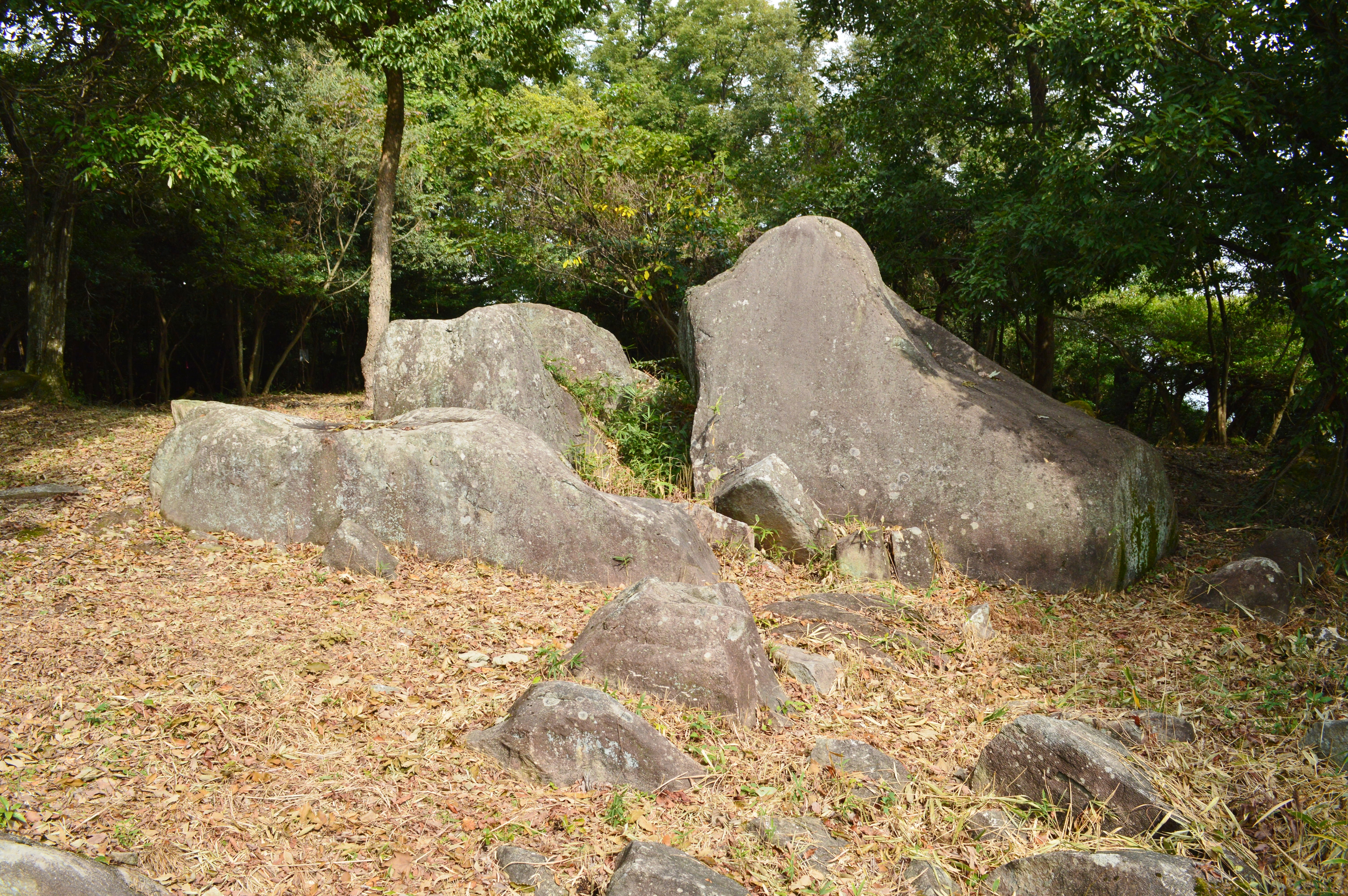
明神原遺跡

### 創建
社伝では、祭神の神櫛別命は、景行天皇の御代に南海で悪魚を退治した功で讃岐国造に任じられたという。のち館を城山に造営して住んでいたが、仲哀天皇8年に120歳で没した。その後、祠を建てその神霊を祀ったのが当社の始まりと伝える。
神櫛別命に関しては、『日本書紀』にも「神櫛王（神櫛別命に同じ）は讃岐国造の祖である」と記載されている。なお『先代旧事本紀』「国造本紀」では「神櫛別命三世孫の須売保礼命が応神天皇期に讃岐国造の任を賜った」と記しており、讃岐国造一族の祖とする点では同じである。
また、社伝では元々は城山一峰に残る明神原遺跡（後述）の地に鎮座していたとしている。明神原には現在も巨石数個があることから、古代より同地で祭祀が行われたと推測される。

### 概史
国史では、『日本三代実録』貞観元年（859年）条・貞観7年（865年）条に「城山神」に対する神階昇叙の記事が見える。
延長5年（927年）成立の『延喜式』神名帳では讃岐国阿野郡に「城山神社 名神大」と記載され、名神大社に列している。讃岐国の名神大社は、当社のほか田村神社・粟井神社の計3社のみになる。このように崇敬を受けたのは城山山麓に讃岐国府が置かれていたことも関係していたと見られ、府内鎮護・国衙守護の性格を持ったとする説もある。
『菅家文草』によれば、仁和4年（888年）に讃岐国司の菅原道真は城山神社で降雨祈願を行なっている。祈願は成功し豊作をもたらしたという。
中世の様子は不明であるが次第に衰退したと見られ、その後貞治元年（1362年）の細川頼之・清氏の合戦の兵火で焼失した。そのため神体のみが印鑰の地（北緯34度17分43.51秒 東経133度55分03.35秒 / 北緯34.2954194度 東経133.9175972度）に移されて小祠が建てられ、のち現在地に移された。
明治維新後、近代社格制度において県社に列した。

### 神階
- 貞観元年（859年）11月7日、正六位上から従五位下 （『日本三代実録』） - 表記は「城山神」。
- 貞観7年（865年）10月9日、従五位上 （『日本三代実録』） - 表記は「城山神」。

## 境内

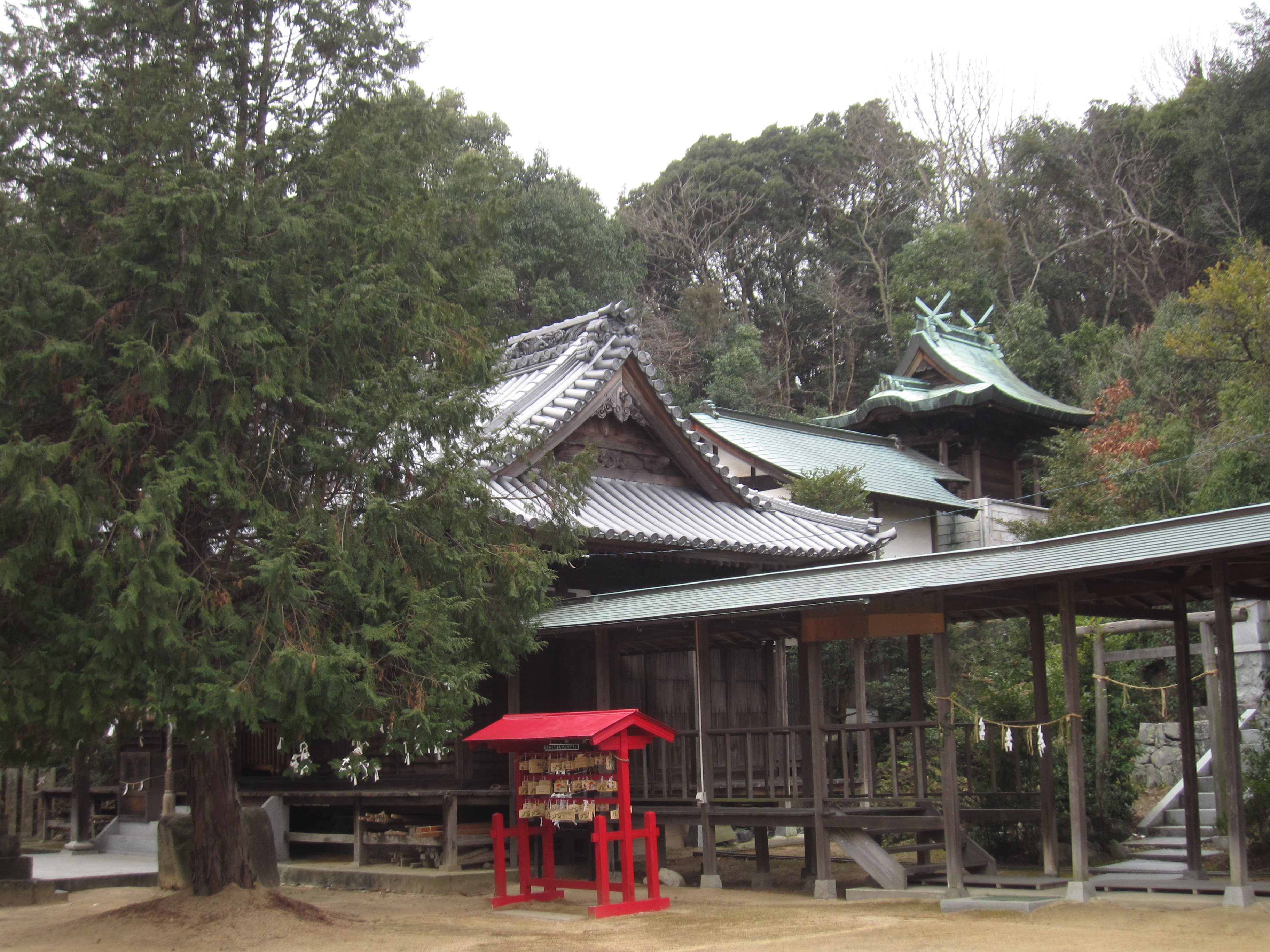
社殿
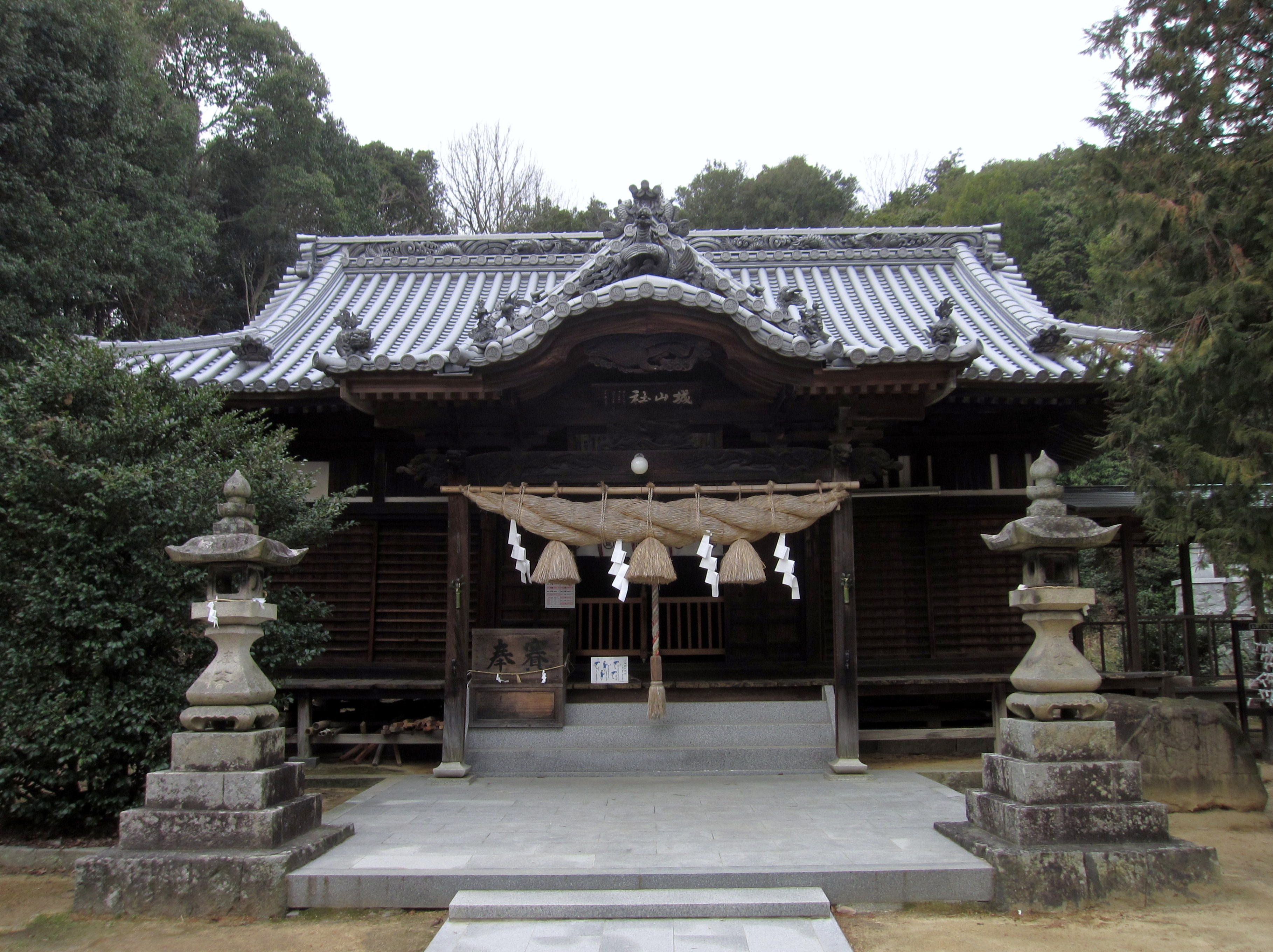
拝殿

## 摂末社

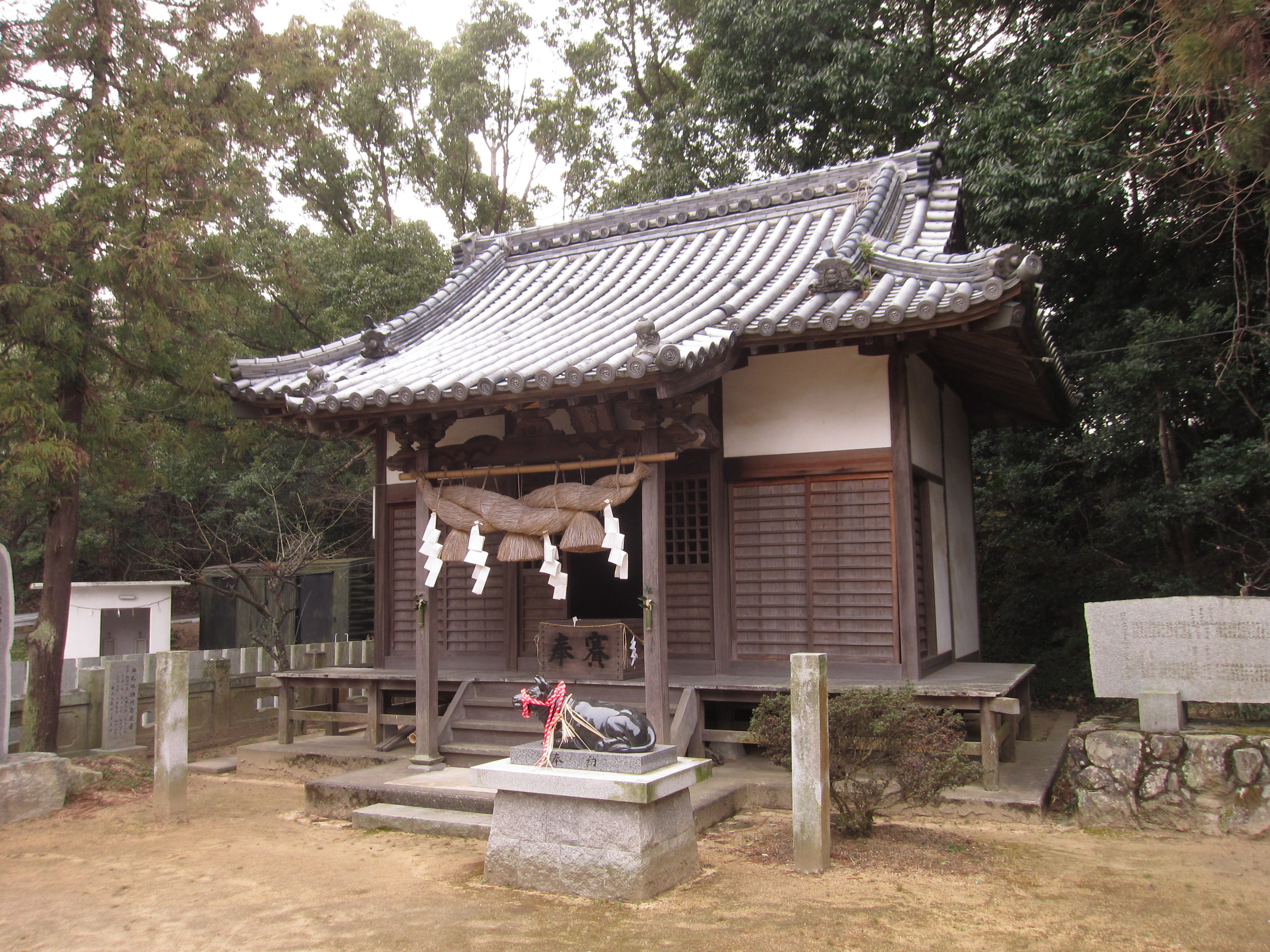
雨請天満宮

境内末社
- 雨請天満宮
祭神は菅原道真公。仁和4年の道真の雨乞いを感謝して祀ったことに始まる。
- 四神殿

境外末社
- 福宮神社
- 御霊神社
- 金刀比羅宮
- 須佐之男社
- 市杵島社
- 砂野神社

## 関係地
- 城山（きやま）
坂出市と丸亀市の間に位置する標高462mの山で、城山神社の背後にそびえる。山上には古代山城（讃岐城山城）が築かれたとされ、「城山」の山名はそれに由来する。一帯で城の遺構が見られ、国の史跡に指定されている[7]。また、山頂付近からは石器も発掘されており[8]、古くから生活が営まれていたことがわかっている。下記の明神原（明神ヶ原）遺跡のように祭祀の場ともされていた。
- 明神原遺跡
  - 所在地：城山の南東の峰（北緯34度17分33.65秒 東経133度53分57.83秒 / 北緯34.2926806度 東経133.8993972度）

城山神社の旧鎮座地と伝えられる。巨石が点在していることから、古来から神が降り立つ磐境として神聖視された場所と見られ[7]、古くから祭祀が行われていたと推測されている[5]。菅原道真が当地で雨乞いを行ったとも伝える。
- 神櫛王墓
  - 所在地：高松市牟礼町牟礼（北緯34度20分35.28秒 東経134度07分17.22秒 / 北緯34.3431333度 東経134.1214500度）

宮内庁の所管する神櫛王治定墓。
- 鼓岡神社
  - 所在地：坂出市府中町（北緯34度17分35.80秒 東経133度54分59.45秒 / 北緯34.2932778度 東経133.9165139度）

城山神社社伝では、鼓岡神社の地は前方後円墳であり神櫛別命の墳墓であるともいう、とする[2][9]。

## 現地情報
所在地
- 香川県坂出市府中町本村4760

交通アクセス
- 鉄道：四国旅客鉄道（JR四国）予讃線（瀬戸大橋線） 讃岐府中駅 （徒歩約20分）

周辺
- 讃岐国府跡
- 鼓岡神社 - 崇徳上皇行在所伝承地。